# Molèdes
Molèdes ist eine französische Gemeinde mit 78 Einwohnern (Stand 1. Januar 2022) im Département Cantal in der Region Auvergne-Rhône-Alpes. Sie gehört zum Kanton Saint-Flour-1 und zum Arrondissement Saint-Flour.
Nachbargemeinden sind Anzat-le-Luguet im Norden, Laurie im Nordosten, Auriac-l’Église im Südosten, Peyrusse im Süden, Allanche im Südwesten und Vèze im Westen.

## Bevölkerungsentwicklung
| Jahr                       | 1962 | 1968 | 1975 | 1982 | 1990 | 1999 | 2008 | 2015 |
| -------------------------- | ---- | ---- | ---- | ---- | ---- | ---- | ---- | ---- |
| Einwohner                  | 248  | 218  | 198  | 181  | 140  | 115  | 99   | 98   |
| Quellen: Cassini und INSEE |      |      |      |      |      |      |      |      |

## Sehenswürdigkeiten
- Kirche Saint-Léger, Monument historique seit 1992
- Ruine des Tour de Colombine

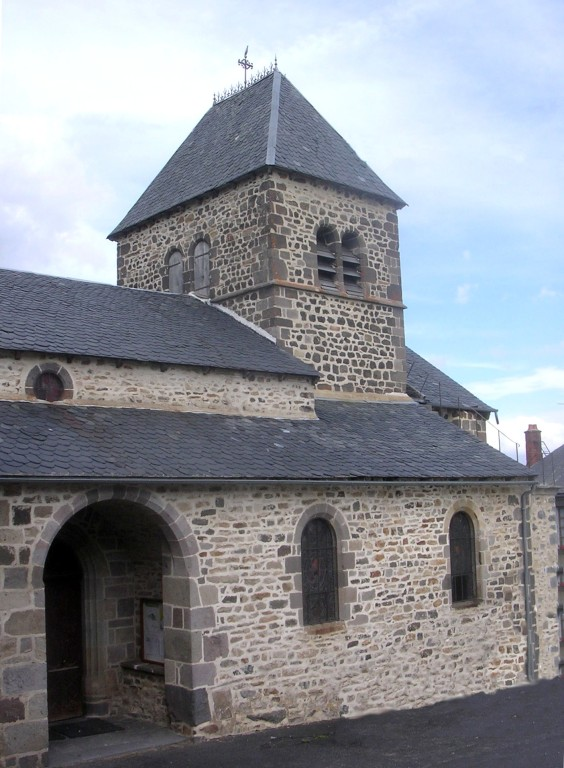
Kirche Saint-Léger
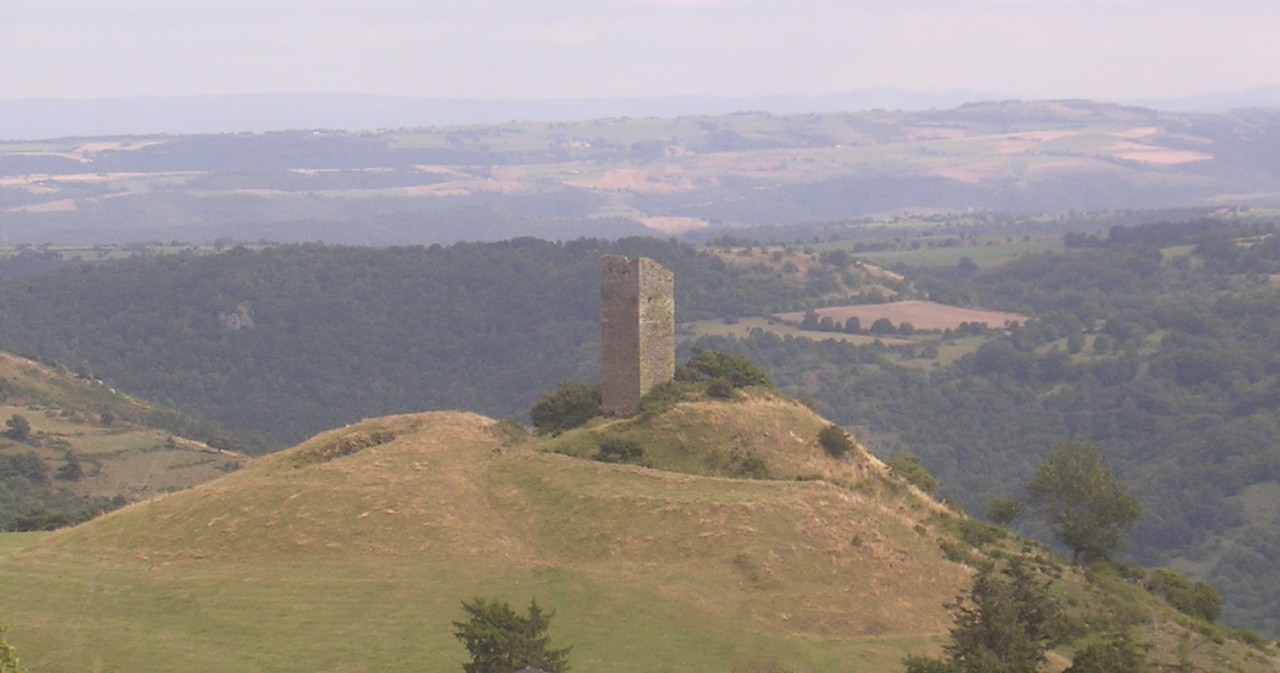
Tour de Colombine